# Ancistrocerus unifasciatus
Ancistrocerus unifasciatus  (лат.) — вид одиночных ос из семейства Vespidae.

## Распространение
Встречаются в Северной Америке: Канада (Онтарио, Квебек) и восток США (на запад до Индианы, Канзаса и Техаса).

## Описание
Длина переднего крыла самок 9,5—12,0 мм, а у самцов — 6,5—9,0 мм. Окраска тела в основном чёрная с жёлтыми отметинами. Гнёзда строят в чужих покинутых ходах. 